# Nikołaj Kowalow (polityk)
Nikołaj Dmitrijewicz Kowalow (ros. Николай Дмитриевич Ковалёв; ur. 6 sierpnia 1949 w Moskwie, zm. 5 kwietnia 2019 tamże) – rosyjski działacz polityczny i państwowy. Dyrektor Federalnej Służby Bezpieczeństwa Federacji Rosyjskiej w latach 1996–1998. Deputowany do Dumy Państwowej Federacji Rosyjskiej w latach 2000–2019. Generał armii.

## Życiorys
W 1974 wstąpił do KGB. Od lipca 1996 do lipca 1998 dyrektor Federalnej Służby Bezpieczeństwa, a jego bezpośrednim następcą został Władimir Putin, późniejszy prezydent Rosji.
W 1997 awansowany do stopnia generała armii, a w 1999 wybrany na deputowanego do Dumy Państwowej.
Pochowany został z honorami wojskowymi na Federalnym Cmentarzu Wojskowym.

## Ordery i odznaczenia

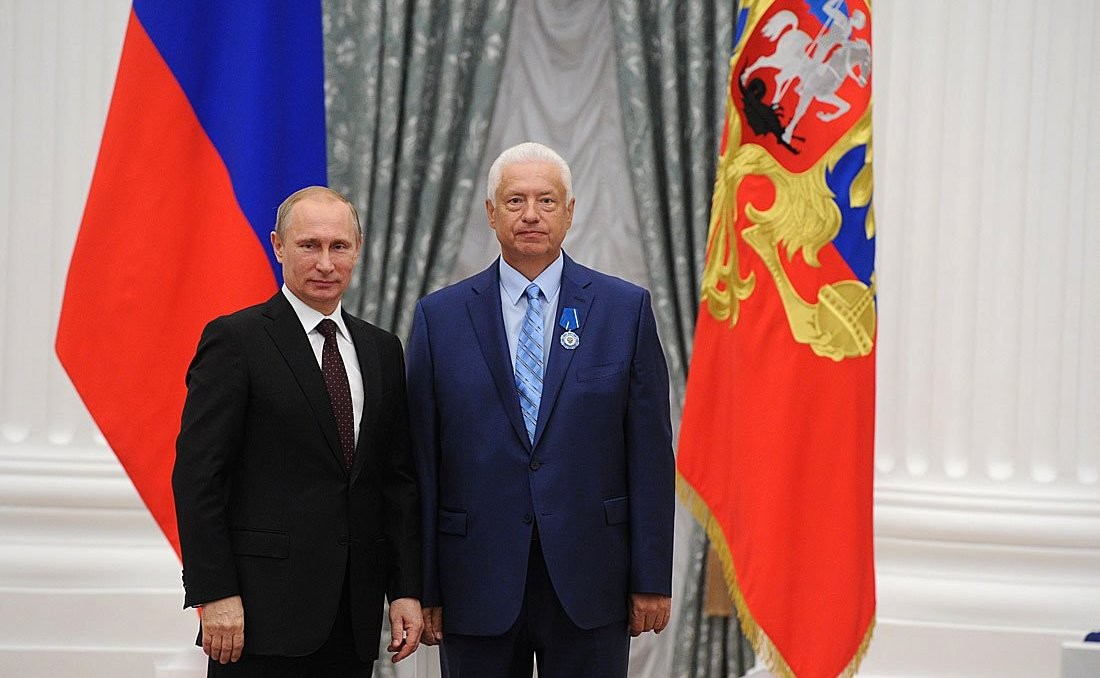
Nikołaj Kowalow odznaczony przez prezydenta Federacji Rosyjskiej Władimira Putina Orderem Honoru w 2014

- Order „Za zasługi dla Ojczyzny” III klasy (2006)[2]
- Order „Za Zasługi dla Ojczyzny” IV klasy
- Order „Za zasługi wojskowe”
- Order Honoru (2014)[3]
- Order Czerwonej Gwiazdy
- Medal 850-lecia Moskwy
- Medal Jubileuszowy „300 lat Rosyjskiej Floty”
- Medal jubileuszowy „60 lat Sił Zbrojnych ZSRR”
- Medal jubileuszowy „70 lat Sił Zbrojnych ZSRR”
- Medal „Za wzmocnienie wspólnoty wojskowej” (dwukrotnie)
- Medal „Za zasługi w utrwalaniu pamięci poległych obrońców ojczyzny” (2008)
- Medal „Za nienaganną służbę” I klasy
- Medal „Za nienaganną służbę” II klasy
- Medal „Za nienaganną służbę” III klasy
- Honorowy Certyfikat Prezydenta Federacji Rosyjskiej (2010)